# Лейквіль (Міннесота)
Лейквіль (англ. Lakeville) — місто (англ. city) в США, в окрузі Дакота штату Міннесота. Населення — 69 490 осіб (2020).

## Географія
Лейквіль розташований за координатами 44°40′49″ пн. ш. 93°14′38″ зх. д. / 44.68028° пн. ш. 93.24389° зх. д. (44.680337, -93.244000).  За даними Бюро перепису населення США в 2010 році місто мало площу 97,96 км², з яких 93,38 км² — суходіл та 4,58 км² — водойми.

## Демографія
Згідно з переписом 2010 року, у місті мешкали 55 954 особи в 18 683 домогосподарствах у складі 15 158 родин. Густота населення становила 571 особа/км².  Було 19456 помешкань (199/км²).
Расовий склад населення:
| - 89,3 % — білих - 4,1 % — азіатів - 2,5 % — чорних або афроамериканців - 0,4 % — корінних американців - 1,2 % — осіб інших рас |

До двох чи більше рас належало 2,5 %. Частка іспаномовних становила 3,5 % від усіх жителів.
За віковим діапазоном населення розподілялося таким чином: 31,8 % — особи молодші 18 років, 62,4 % — особи у віці 18—64 років, 5,8 % — особи у віці 65 років та старші. Медіана віку мешканця становила 34,8 року. На 100 осіб жіночої статі у місті припадало 100,4 чоловіків;  на 100 жінок у віці від 18 років та старших — 98,2 чоловіків також старших 18 років.
Середній дохід на одне домашнє господарство  становив 110 616 доларів США (медіана — 95 130), а середній дохід на одну сім'ю — 120 791 долар (медіана — 104 775). Медіана доходів становила 66 455 доларів для чоловіків та 51 122 долари для жінок. За межею бідності перебувало 5,5 % осіб, у тому числі 6,7 % дітей у віці до 18 років та 5,0 % осіб у віці 65 років та старших.
Цивільне працевлаштоване населення становило 32 903 особи. Основні галузі зайнятості: освіта, охорона здоров'я та соціальна допомога — 19,9 %, роздрібна торгівля — 11,9 %, науковці, спеціалісти, менеджери — 10,9 %, фінанси, страхування та нерухомість — 10,8 %.